# الضيئة (جبلة)

تعديل مصدري - تعديل

الضيئة محلة تابعة لقرية دار الظهر، التابعة لعزلة المعشار بمديرية جبلة إحدى مديريات محافظة إب في الجمهورية اليمنية، بلغ تعداد سكانها 53 حسب تعداد اليمن لعام 2004.